# Michel Tétu
Michel Tétu (* 1938 in Chalon-sur-Saône; † 11. Januar 2008 in Québec (Stadt)) war ein französisch-kanadischer Romanist und Karibist.

## Leben und Werk
Tétu studierte in Lyon. Er ging nach Kanada und wurde 1961 an der Universität Laval promoviert mit der Arbeit Les premiers syndicats catholiques canadiens (1900-1921). Er lehrte zuerst an der Laurentian University in Greater Sudbury  und wurde dann Professor an der Universität Laval in Québec (Stadt).
Tétu spielte eine wichtige Rolle in der internationalen Organisation der Frankophonie.  Er war von 1977 bis 1982 in der Leitung der "Association des universités partiellement ou entièrement de langue française" (AUPELF), er war Präsident des "Conseil international des études francophones" (CIEF) (1991), begründete 1992 die Jahresschrift L'année francophone internationale (AFI) und war Präsident des "Centre international de recherches, d'échanges et de cooperation de la Caraïbe et des Amériques" (CIRECCA).
Tétu war Mitglied der Académie des Sciences d’Outre-Mer (2000) und Ritter der Ehrenlegion.
Michel Tétu war verheiratet mit der Landeskundlerin Françoise Tétu de Labsade.

## Werke
- (Hrsg. mit André Reboullet) Le Guide Culturel. Civilisations et littératures d'expression française,  Paris 1977, 1997
- (Hrsg. mit  Maximilien Laroche) Le Romancero aux étoiles et l'œuvre romanesque de Jacques Stephen Alexis, Paris 1978
- La Francophonie. Histoire, problématique et perspectives, Montreal 1987, 1992, Paris 1988 (Vorworte von Léopold Sédar Senghor und Jean-Marc Léger)
- (Hrsg.) Léon-Gontran Damas. Actes du colloque Léon-Gontran Damas, Paris 1989
- (Hrsg.) Guy Tirolien. De Marie Galante à une poétique afro-antillaise, Paris 1990 (Interview)
- Qu'est-ce que la francophonie?, Vanves 1997
- (Hrsg. mit Justin Kalulu Bisanswa) Francophonie en Amérique. Quatre siècles d'échanges Europe-Afrique-Amérique, Québec, 26-29 mai 2003. Actes du colloque, Quebec 2005